# Майпу (муниципалитет)
Муниципалитет Майпу  (исп. Partido de Maipú) — муниципалитет в Аргентине в составе провинции Буэнос-Айрес.
Территория — 2640 км². Население — 10 188 человек. Плотность населения — 3,86 чел./км².
Административный центр — Майпу.

## География
Муниципалитет расположен на востоке провинции Буэнос-Айрес.
Муниципалитет граничит:
- на северо-западе — c муниципалитетами Хенераль-Гидо, Долорес
- на северо-востоке — с муниципалитетами Тордильо, Хенераль-Лавалье
- на юго-востоке — с муниципалитетом Хенераль-Мадарьяга
- на юго-западе — с муниципалитетами Аякучо, Мар-Чикита

## Важнейшие населённые пункты[2]
| № | Населённый пункт | Населённый пункт (исп.) | Категория | Население чел. (2010) | На карте                        |
| - | ---------------- | ----------------------- | --------- | --------------------- | ------------------------------- |
| 1 | Майпу            | Maipú                   | город     | 8883                  | 36°51′51″ ю. ш. 57°52′47″ з. д. |
| 2 | Лас-Армас        | Las Armas               | посёлок   | 365                   | 37°05′04″ ю. ш. 57°49′45″ з. д. |
| 3 | Санто-Доминго    | Santo Domingo           | посёлок   | 95                    | 36°42′41″ ю. ш. 57°35′14″ з. д. |